# Czarodziejski flet (film 1975)
Czarodziejski flet (szw. Trollflöjten) - wersja filmowa opery Wolfganga Amadeusa Mozarta Czarodziejski flet (śpiewanej w języku szwedzkim) z 1975 roku, w reżyserii Ingmara Bergmana.

## Obsada
- Birgit Nordin - Królowa Nocy
- Ulrik Cold - Sarastro
- Josef Köstlinger - Tamino
- Irma Urrila - Pamina
- Håkan Hagegård - Papageno
- Elisabeth Erikson - Papagena
- Ragnar Ulfung - Monostatos

i inni